# Jüdischer Friedhof Schluchtern

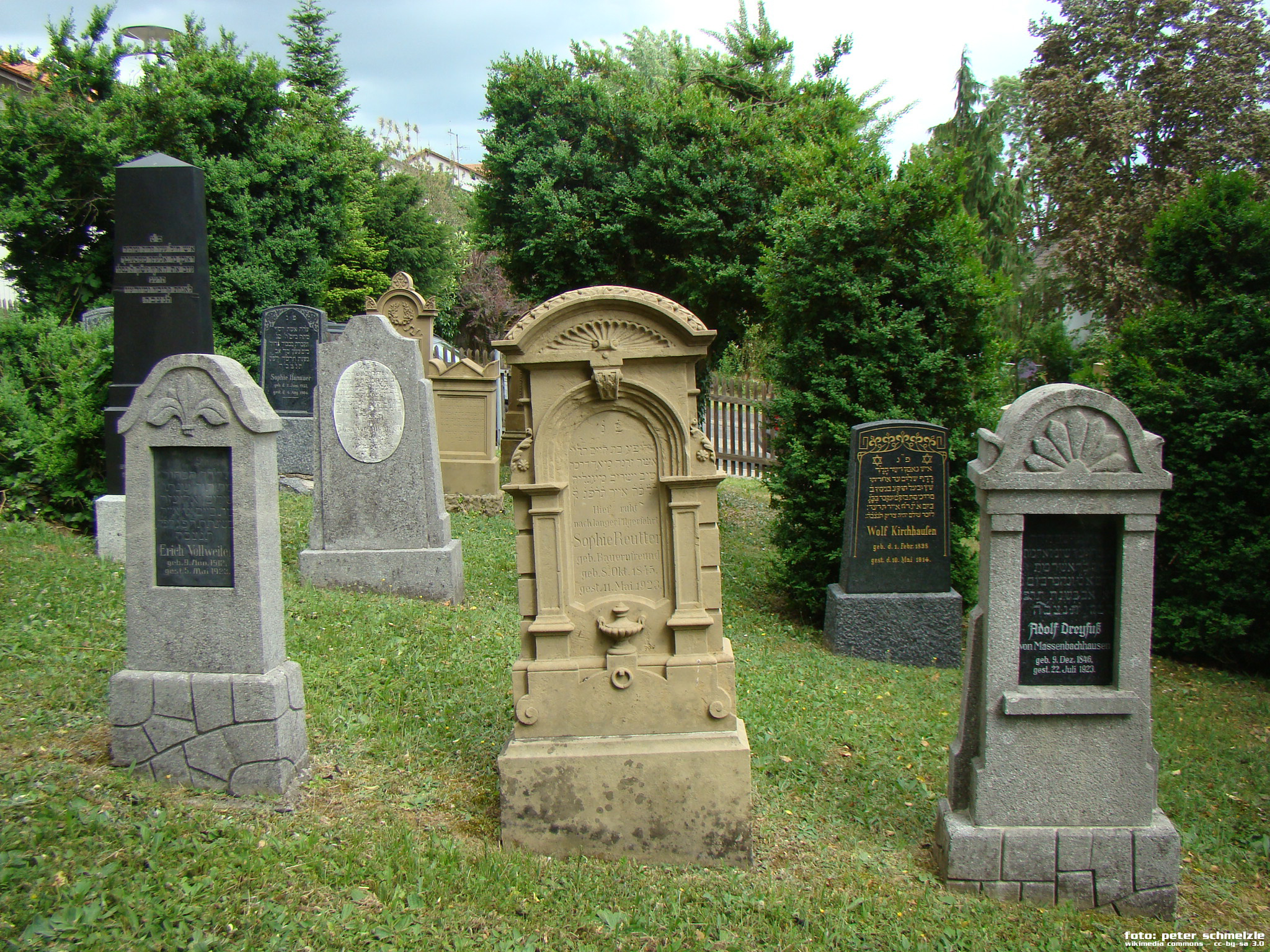
Jüdischer Friedhof Schluchtern

Der Jüdische Friedhof Schluchtern ist ein Jüdischer Friedhof an der östlichen Markungsgrenze von Schluchtern, einem Ortsteil von Leingarten im Landkreis Heilbronn im nördlichen Baden-Württemberg.
Der 349 m² große Friedhof wurde 1882 angelegt. Von den insgesamt 62 Grabsteinen datiert der älteste Grabstein von 1882, der jüngste von 1969. Vor 1882 wurden die Toten der jüdischen Gemeinde Schluchtern auf dem Jüdischen Friedhof Waibstadt und dem Jüdischen Friedhof Heinsheim beigesetzt.